# 三學
三學或三無漏學，佛教術語，分別指增上戒學、增上意學或增上心學、增上慧學，簡稱爲戒、定、慧。三無漏學是達到解脫三界生死結縳煩惱、得到漏盡通的修行之道，是對八正道的總結：八正道中的正語、正業、正命為戒學，正精進、正念、正定為定學，正見、正思維為慧學。

## 簡介
佛教認為世俗和其他宗教的學說，都不能讓修學的人解脫三界生死輪迴的煩惱，都是有所缺憾、苦樂夾雜的，現前雖然看似有益處，其本質都是無常變異的，隨著因緣變遷，就會轉變成煩惱顯現苦相，所以稱呼這些學問為「有漏」之學。「無漏」意指沒有三界生死結縳的缺憾，現世就可以為人們帶來益處、止息煩惱。
三無漏學包括了「持戒、禪定、智慧」三者，亦即「由戒生定，因定發慧，由慧起修」，分別對治人的「貪、瞋、癡」三毒。防非止惡即為戒，戒能伏貪愛心；息慮靜緣即為定，定能伏嗔恚心；破惡證真叫做慧，慧能伏愚癡；所謂「攝心為戒、因戒生定、因定發慧」，最終可以令學人證得智慧解脫煩惱、究竟涅槃。三者彼此加強，相輔相成，缺一不可。只有精進修行正確的三無漏學，才可以達到最終的解脫之道，釋迦牟尼佛所傳根本教義。